# Viliam Hrnčár
Viliam Hrnčár (30. ledna 1938 – 6. května 1997) byl slovenský fotbalový útočník.

## Fotbalová kariéra
Byl odchovancem nitranského fotbalu. V československé lize hrál za ČH Bratislava, Slovan Nitra, Slovan Bratislava a Spartak ZJŠ Brno. V lize odehrál 140 utkání a dal 36 gólů (11.05.1958–26.05.1967). V ročníku 1958/59 získal s Červenou hviezdou Bratislava ligový titul. Ve Veletržním poháru nastoupil v sezóně 1965/66 v 5 utkáních. V reprezentačním B-týmu Československa nastoupil ve 3 utkáních, za olympijskou reprezentaci 2 utkání.

### Prvoligová bilance
| Ročník             | Zápasy | Góly | Minuty | Klub                       |
| ------------------ | ------ | ---- | ------ | -------------------------- |
| I. liga 1957/58    | 2      | 0    | 180    | TJ ČH Bratislava           |
| I. liga 1958/59    | 6      | 0    | 511    | TJ ČH Bratislava           |
| I. liga 1959/60    | 5      | 1    | 353    | TJ ČH Bratislava           |
| I. liga 1959/60    | 14     | 3    | 1 260  | TJ Slovan Nitra            |
| I. liga 1960/61    | 25     | 9    | 2 231  | TJ Slovan Nitra            |
| I. liga 1961/62    | 23     | 11   | 2 070  | TJ Slovan Nitra            |
| I. liga 1962/63    | 25     | 5    | 2 250  | TJ Slovan Nitra            |
| I. liga 1964/65    | 9      | 4    | 668    | TJ Slovan ChZJD Bratislava |
| I. liga 1965/66    | 22     | 3    | 1 980  | TJ Spartak ZJŠ Brno        |
| I. liga 1966/67    | 9      | 0    | 751    | TJ Spartak ZJŠ Brno        |
| CELKEM I. ČS. LIGA | 140    | 36   | 12 254 |                            |